# Мамо, я живий (фільм, 1977)
«Мамо, я живий» (нім. «Mama, ich lebe») — радянсько-східнонімецький кінофільм режисера Конрада Вольфа, який вийшов на екрани у 1977 році. Фільм брав участь в конкурсі Берлінського кінофестивалю 1977 року, де отримав спеціальну згадку.

## Сюжет
Чотирьох німецьких військовополонених забирають з табору, щоб підготувати до виконання небезпечного завдання в тилу ворога. Їм належить не тільки подолати природну недовіру до них радянських військовослужбовців, але і вирішити для себе важливу психологічну дилему: чи зможуть вони в разі потреби стріляти в своїх співвітчизників?

## У ролях
- Петер Праґер —  Гюнтер Беккер
- Уве Цербе —  Вальтер Панконін
- Еберхард Кірхберг —  Карл Коралевскі
- Детлеф Гіссен —  Гельмут Кушке
- Донатас Баніоніс —  майор Мауріс
- Маргарита Терехова —  Світлана
- Іван Лапиков —  генерал
- Євген Кіндінов —  Віктор Глинський
- Болот Бейшеналієв —  полковник-киргиз
- Михайло Васьков —  Коля
- Анатолій Папанов —  Лопаткін
- Анатолій Рудаков —  Вася

## Знімальна група
- Режисер — Конрад Вольф
- Сценаристи — Вольфганг Кольхаазе, Конрад Вольф
- Оператор — Вернер Бергманн
- Композитор — Райнер Бьом
- Художник — Альфред Хіршмайєр